# Tyršova společnost
Tyršova společnost je česká rocková hudební skupina z brněnských Tuřan.
Psal se rok 1989, byl podzim a 2 kytaristé společně s 1 textařem položili základní kámen legendární kapely tuřanského undergroundu.... tehdy pracovně nazvané... POSLEDNÍ VALČÍK.
Tito mladí nadaní chlapci se jmenovali Jiří Jelínek (elektrická kytara), Honza Kratochvil (akustická kytara, zpěv) a Pavel Srnec (avantgardní texty).
Během krátké doby se soubor rozrostl o nadějného violoncelistu (STROM) a důrazného bubeníka (FRANC). Po získání první regulerní zkušebny v garáži nastalo pilné cvičení hudebníků a vybrušování ostrého pera textaře. Výsledkem snažení byl v roce 1990 první koncert kapely v legendárním brněnském Semilasse.
Po překvapivém úspěchu (tleskalo 30 lidí, které Honza rozehříval veselými výkřiky typu:..my nejsme žádný metal..) se kapela rozhodla rozšířit své řady... přišel zarputilý baskytarista OLDA, miláček dívčího publika Ivan se svým saxofonem, zpěvačka s výrazným hlasem i postavou SALLY a nastaly i další změny. Po přesunutí zkušebny do Tuřanské sokolovny pod obraz Tyrše třímajícího šavli bylo rozhodnuto o radikální změně názvu kapely - už žádný změkčilý valčík, nýbrž hrdá TYRŠOVA SPOLEČNOST (ovšem necvičících-tedy v trenýrkách). Po několika koncertech pod novým názvem se kapela stala velmi populární, zejména pro rádotančící publikum.
Samozřejmě probíhaly i výměny v řadách hudebníků, zpěvaček, go-go tanečnic atd. Vždy pro dobro kapely. 
Skupina bohužel ukončila svoji činnost v roce 1993, nikoliv kvůli čestnému úmrtí většiny členů kapely (po příkladu Jima Morrisona, Janis Joplin atd.), ale kvůli naprostému pracovnímu přetížení členů kapely v rámci soukromých podnikatelských aktivit (tohle naštěstí přežili všichni).
V roce 2012 kapela zásluhou Honzy Kratochvila opět ožila. Noví členové jsou mladí, dynamičtí, sympatičtí hoši i dívky. Honza je se svým typicky nakrčeným nosem přivedl ke starým legendárním skladbám Tyršovky, ale už jsou na světě i nové, velmi vydařené kousky. 
Po další řadě změn působí dodnes.